# Eugen Bejinariu
Eugen Bejinariu (f. 28. januar 1959) var Rumæniens premierminister fra 21. december til 28. december 2004 efter Adrian Năstases afgang. 
Han er medlem af det Rumæniens Socialdemokratiske Parti.